# Adam Korol
Adam Marek Korol (ur. 20 sierpnia 1974 w Gdańsku) – polski wioślarz. Czterokrotny mistrz świata, mistrz olimpijski z Letnich Igrzysk Olimpijskich w Pekinie (2008). W 2015 minister sportu i turystyki w rządzie Ewy Kopacz, poseł na Sejm VIII kadencji.

## Życiorys
Wychowanek GKW Drakkar, a następnie zawodnik klubu AZS-AWFiS Gdańsk. Pięciokrotny olimpijczyk (Atlanta 1996, Sydney 2000, Ateny 2004, Pekin 2008, Londyn 2012). Czterokrotny mistrz świata w konkurencji czwórek podwójnych mężczyzn (2005, 2006, 2007, 2009), mistrz Europy (2010). Partnerami Adama Korola w zwycięskich osadach byli Konrad Wasielewski, Marek Kolbowicz, Michał Jeliński. Był również brązowym medalistą MŚ w dwójce podwójnej (z Markiem Kolbowiczem w 1998) oraz wicemistrzem świata (2002) i brązowym medalistą MŚ (2003) w czwórce podwójnej (z Adamem Bronikowskim, Sławomirem Kruszkowskim i Markiem Kolbowiczem).
W 2000 ukończył studia z zakresu wychowania fizycznego na gdańskiej AWFiS. Został następnie asystentem w Zakładzie Teorii Sportu na tej uczelni.
Był członkiem komitetu poparcia Bronisława Komorowskiego przed wyborami prezydenckimi w 2010 i w 2015. 15 czerwca 2015 premier Ewa Kopacz poinformowała o wysunięciu jego kandydatury na urząd ministra sportu i turystyki. Następnego dnia został zaprzysiężony przez prezydenta Bronisława Komorowskiego.
W tym samym roku wystartował w wyborach parlamentarnych, z pierwszego miejsca na liście Platformy Obywatelskiej w okręgu gdańskim. Otrzymał 28 727 głosów, zdobywając tym samym mandat poselski. 16 listopada 2015 zakończył pełnienie funkcji ministra. W Sejmie VIII kadencji został członkiem Komisji Kultury Fizycznej, Sportu i Turystyki oraz Komisji Edukacji, Nauki i Młodzieży. W 2019 nie ubiegał się o reelekcję. W grudniu tego samego roku objął stanowisko dyrektora Biura Prezydenta ds. Sportu w Urzędzie Miejskim w Gdańsku.
W 2021 został prezesem Polskiego Związku Towarzystw Wioślarskich.

## Osiągnięcia
Igrzyska olimpijskie

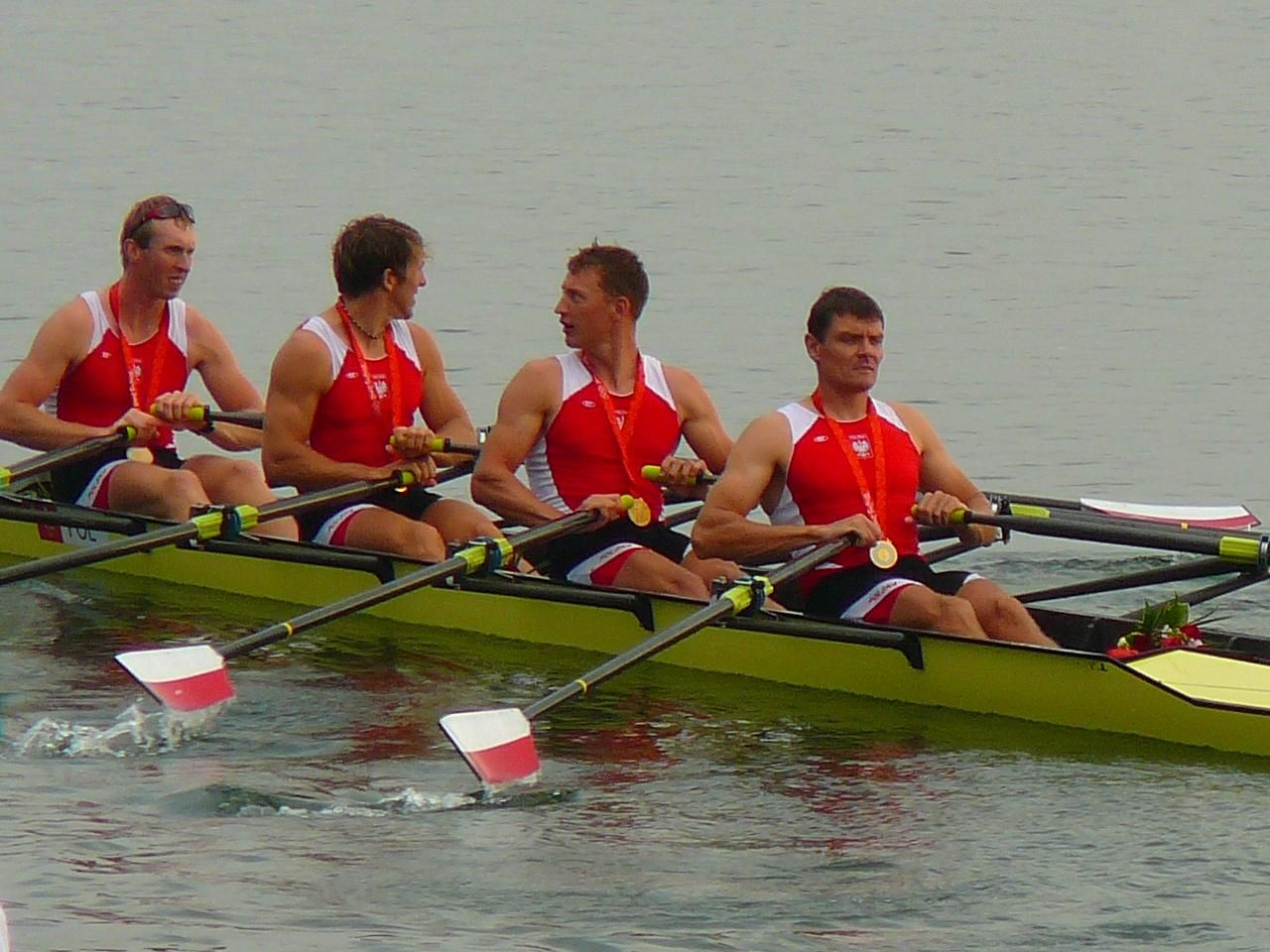
Adam Korol – pierwszy od prawej

- Atlanta 1996 – dwójka podwójna – 13. miejsce[10]
- Sydney 2000 – dwójka podwójna – 6. miejsce[10]
- Ateny 2004 – czwórka podwójna – 4. miejsce[10]
- Pekin 2008 – czwórka podwójna – 1. miejsce[10]
- Londyn 2012 – czwórka podwójna – 6. miejsce[10]

Mistrzostwa świata
- 1. miejsce – czwórka podwójna (2005, 2006, 2007, 2009)
- 2. miejsce – czwórka podwójna (2002)
- 3. miejsce – dwójka podwójna (1998)
- 3. miejsce – czwórka podwójna (2003)
- 5. miejsce – dwójka podwójna (1997)
- 6. miejsce – czwórka podwójna (2001)
- 11. miejsce – dwójka podwójna (1999)

Mistrzostwa Europy
- Montemor-o-Velho 2010 – czwórka podwójna – 1. miejsce[11]

Puchar Świata
- 1. miejsce – czwórka podwójna (Wiedeń 2001, Mediolan 2003, Monachium 2003, Monachium 2006, Poznań 2006, Linz 2007, Amsterdam 2007, Monachium 2008)
- 2. miejsce – czwórka podwójna (Hazewinkel 2002, Lucerna 2004, Monachium 2005, Lucerna 2008)
- 3. miejsce – czwórka podwójna (Sewilla 2001, Lucerna 2002, Eton 2005, Poznań 2008)
- 4. miejsce – czwórka podwójna (Monachium 2004)
- 5. miejsce – czwórka podwójna (Poznań 2004)

Puchar Narodów
- 3. miejsce – dwójka podwójna (1995)
- 7. miejsce – czwórka podwójna (1994)

Mistrzostwa świata juniorów
- 8. miejsce – czwórka podwójna (1992)
- 10. miejsce – czwórka podwójna (1995)

Mistrzostwa Polski
- 11-krotny mistrz Polski w dwójkach podwójnych i czwórkach podwójnych
- 1. miejsce – jedynka (2006)
- 1. miejsce – ósemka (2004)

## Odznaczenia i wyróżnienia
- Krzyż Kawalerski Orderu Odrodzenia Polski (2008)[12]
- Medal św. Wojciecha (2010)[13]